# 市立奈良病院
市立奈良病院（しりつならびょういん）は、奈良県奈良市にある公立病院。奈良市病院事業の設置等に関する条例（平成15年12月10日条例第47号）により奈良市が設置し、指定管理者として公益社団法人地域医療振興協会が管理を行う。旧国立奈良病院。
明治末期に、奈良陸軍病院として開設されたことに始まる。付近には歩兵第三十八聯隊や奈良陸軍練兵場などが置かれていた。全国の国立病院の統合・移譲計画に当たり、奈良市がかつての国立奈良病院を国立病院機構から承継し、公立病院として運営することとなった。

## 沿革

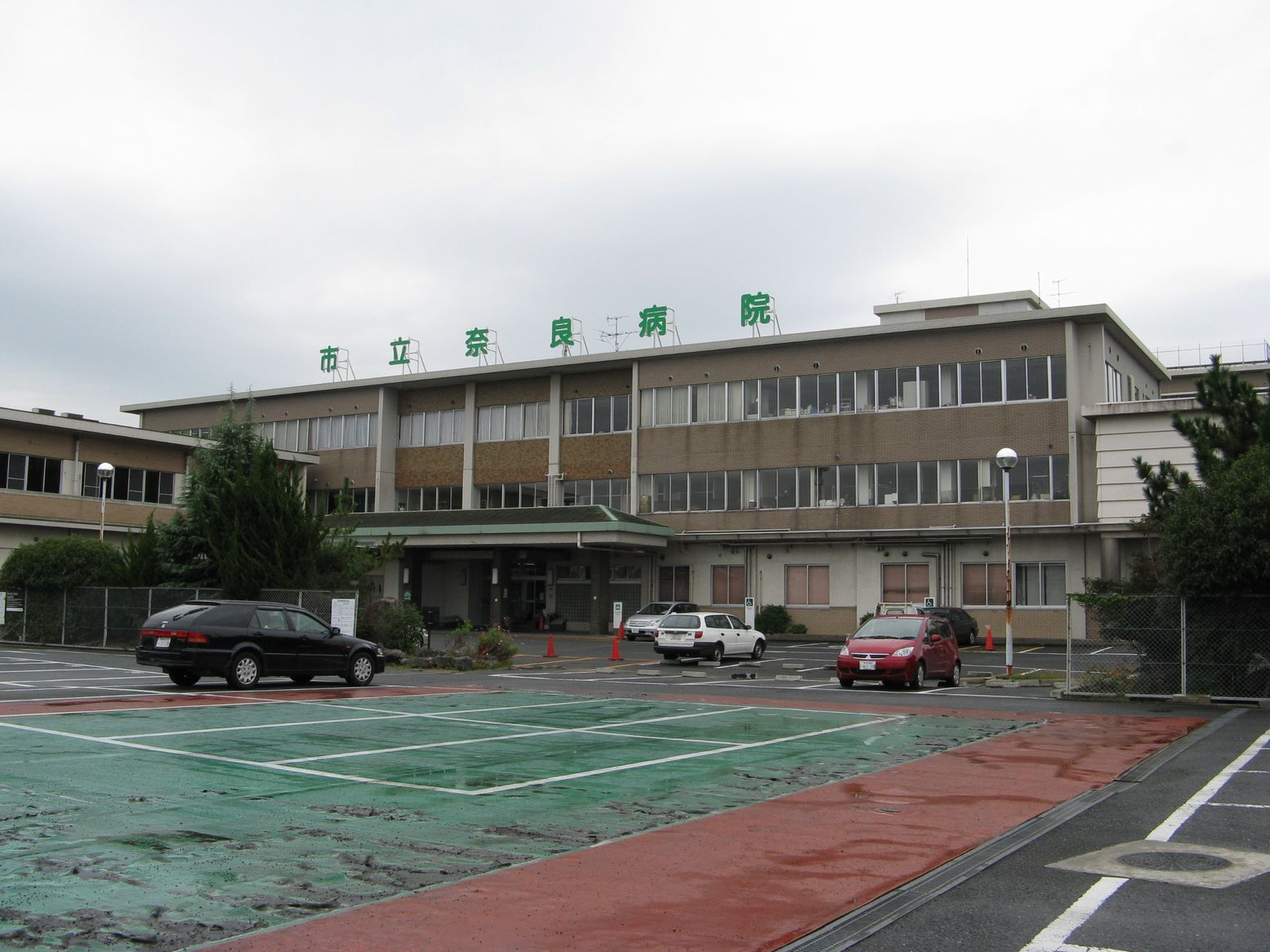
建て替え前の病院

- 1909年（明治42年） - 奈良陸軍病院として開院。
- 1945年（昭和20年） - 国立奈良病院と改称。
- 1967年（昭和42年） - 現在の病棟が竣工。
- 1968年（昭和43年） - 現在の外来診療棟が竣工。
- 2004年（平成16年）4月1日 - 国立病院機構へ移管され、国立病院機構奈良病院と改称。
- 2004年（平成16年）12月1日 - 市立奈良病院と改称。
- 2009年（平成21年）2月23日 - 地域がん診療連携拠点病院の指定を受ける[2]。
- 2009年（平成21年）11月20日 - 災害拠点病院（地域災害医療センター）の指定を受ける[3]。
- 2014年（平成26年）7月1日 - 新病院のすべての工事が完了し、グランドオープン。

## 診療科
- 内科
- 呼吸器内科
- 循環器内科
- 消化器内科
- 血液内科
- 糖尿病内科内科
- 神経内科
- 心療内科
- 外科
- 呼吸器外科
- 消化器外科
- 脳神経外科
- 乳腺外科
- 整形外科
- 形成外科
- 精神科
- 小児科
- 皮膚科
- 泌尿器科
- 産婦人科
- 眼科
- 耳鼻咽喉科
- リハビリテーション科
- 放射線科
- 病理診断科
- 臨床検査科
- 麻酔科
- 総合診療科(院内標榜)
- 感染制御内科(院内標榜)
- 脳血管内治療科(院内標榜)
- 緩和ケア科(院内標榜)

センター
- 消化器肝臓病センター
- 脳神経センター
- 四肢外傷センター
- 乳腺センター
- 網膜硝子体センター
- 甲状腺外科センター
- 脳卒中センター
- 人工関節センター

## 医療機関の指定等
（下表の出典）
| 保険医療機関                                   | 母体保護法指定医の配置されている医療機関     |
| 労災保険指定医療機関                           | 地域医療支援病院                             |
| 指定自立支援医療機関（更生医療）               | 災害拠点病院                                 |
| 指定自立支援医療機関（育成医療）               | へき地医療拠点病院                           |
| 指定自立支援医療機関（精神通院医療）           | 臨床研修病院                                 |
| 身体障害者福祉法指定医の配置されている医療機関 | 臨床修練病院等                               |
| 精神保健指定医の配置されている医療機関         | がん診療連携拠点病院等                       |
| 生活保護法指定医療機関                         | エイズ治療拠点病院                           |
| 結核指定医療機関                               | 肝疾患診療連携拠点病院                       |
| 指定養育医療機関                               | 特定疾患治療研究事業委託医療機関             |
| 戦傷病者特別援護法指定医療機関                 | DPC対象病院                                  |
| 原子爆弾被害者医療指定医療機関                 | 指定小児慢性特定疾病医療機関                 |
| 原子爆弾被害者一般疾病医療取扱医療機関         | 児童福祉法による助産施設（児童福祉法第36条） |
| 第二種感染症指定医療機関                       | 地域がん拠点病院                             |
| 公害医療機関                                   |                                              |

- 救急告示病院（二次救急）[6]
- マンモグラフィ健診施設
- 奈良県神経難病医療協力病院
- 奈良DMAT指定病院

## 施設
- 外来診療棟
  - ローソン -市立奈良病院店
- 病棟
- 駐車場

## 周辺
- 奈良市立看護専門学校
- 奈良女子大学附属中等教育学校
- 奈良市立飛鳥小学校
- 奈良紀寺郵便局

## アクセス
- JR西日本関西本線 奈良駅から南東へ1.5km
- 近鉄奈良線 近鉄奈良駅から南東へ1.4km
  - 奈良駅・近鉄奈良駅より奈良交通バスで紀寺町バス停下車。
- 国道169号沿い